# Dear Friends
Pour les articles homonymes, voir Dear Friends 1 et Dear Friends 2.
Pour plus de détails, voir Fiche technique et Distribution.
Dear Friends (ディアフレンズ) est un film japonais réalisé par Kazuyuki Morosawa en 2007, écrit par l'écrivain japonais YOSHI.
C'est une adaptation du manga "Dear Friend", scénario de YOSHI et dessins de Watanabe Ayu.

## Synopsis
Rina Takahashi est une jeune lycéenne de 17 ans imbue de sa personne, prétentieuse, allumeuse et aucunement désireuse d’avoir  quelqu’un sur le dos pour lui faire la leçon. Pour elle, la vie est un jeu et les amis ne sont nécessaires que durant une soirée bien arrosée. Et ce n’est guère reluisant côté famille, avec un père toujours plongé dans ses affaires et une mère poule qui dit mot sur les frasques de sa fille. Tout va donc bien jusqu’au jour où elle s’évanouit en pleine piste de danse ... 

## Fiche technique
- Réalisation : Kazuyuki Morosawa
- Scénario : Yuiko Miura et Kazuyuki Morosawa
- Production : Kazuyuki Morosawa
- Musique originale : Ikuro Fujiwara
- Photographie : Shogo Ueno
- Montage : Eisuke Oohata
- Durée : 115 minutes
- Pays :  Japon
- Langue : japonais
- Format : couleur
- Date de sortie : 
  -  Japon : 3 février 2007

## Distribution
- Keiko Kitagawa : Rina
- Yuika Motokariya : Maki
- Masaya Kikawada : Yousuke
- Mao Sasaki : Kanae
- Airi Toriyama : Hiroko
- Hatsune Matsushima : Emi
- Avery Fane : DJ
- Mantaro Koichi : Docteur
- Yoshiko Miyazaki : Mère de Rina
- Masaki Nishina : Keigo
- Naoko Otani : Infirmière